# Atletismo nos Jogos Pan-Americanos de 2003 - 400 m com barreiras feminino
A final dos dos 400 m com barreiras FEMININO nos Jogos Pan-Americanos de 2003 foi realizada em 6 de agosto de 2003, com as eliminatórias realizadas no dia anterior Joanna Hayes foi a única a ficar abaixo da barreira dos 55 segundos, marcando 54.77 na final.

## Calendário
| Data        | Fase          |
| ----------- | ------------- |
| 5 de agosto | Eliminatórias |
| 6 de agosto | Final         |

## Medalhistas
| Ouro   | USA Joanna Hayes    |
| Prata  | CUB Daimí Pernía    |
| Bronze | BAR Andrea Blackett |

## Recordes
Recordes mundial e pan-americano antes da disputa dos Jogos Pan-Americanos de 2003.
| Tipo                             | Atleta       | Tempo | Local      | Data                 |
| -------------------------------- | ------------ | ----- | ---------- | -------------------- |
|                                  | Kim Batten   | 52.61 | Gotemburgo | 11 de agosto de 1995 |
| Recorde dos Jogos Pan-Americanos | Daimí Pernía | 53.44 | Winnipeg   | 28 de julho de 1999  |

## Resultados
| Posição | Atleta                       | Eliminatórias | Eliminatórias | Final |
| Posição | Atleta                       | Tempo         | Posição       | Tempo |
| ------- | ---------------------------- | ------------- | ------------- | ----- |
| 1       | USA Joanna Hayes             | 55.64         | 1             | 54.77 |
| 2       | CUB Daimí Pernía             | 55.77         | 3             | 55.10 |
| 3       | BAR Andrea Blackett          | 55.86         | 5             | 55.24 |
| 4       | USA Brenda Taylor            | 55.76         | 2             | 55.27 |
| 5       | PUR Yvonne Harrison          | 55.79         | 4             | 55.27 |
| 6       | JAM Allison Beckford         | 56.85         | 8             | 55.50 |
| 7       | JAM Debbie-Ann Parris-Thymes | 55.97         | 6             | 56.73 |
| 8       | BRA Lucimar Teodoro          | 56.33         | 7             | 57.56 |
|         |                              |               |               |       |
| 9       | COL Princesa Oliveros        | 57.44         | 9             |       |
| 10      | CUB Yudalis Díaz             | 57.92         | 10            |       |
| 11      | DOM Jazmín Rodríguez         | 58.42         | 11            |       |
| 12      | BRA Perla dos Santos         | 1:00.28       | 12            |       |